# Ник Крават
Эта статья — об актёре. О разновидности галстука см. Крават.
Ник Крават (англ. Nick Cravat; 11 января 1912, Нью-Йорк, Нью-Йорк — 29 января 1994, Вудленд-Хиллз, Калифорния) — американский цирковой артист, актёр кино и телевидения, каскадёр.

## Биография
Николас Куччиа (настоящее имя актёра) родился 10 января 1912 года в Нью-Йорке. Он взял свое сценическое имя у персонажа в пьесе, которую он видел и любил. С начала 1930-х годов начал цирковую карьеру, работал вместе с Бертом Ланкастером, которые позднее стал известным актёром, они вместе снялись в девяти фильмах. Пара гастролировала со своими цирковыми («Лэнг и Крават») и водевильными представлениями по всей стране, в основном во Флориде. Крават и Ланкастер остались друзьями на всю жизнь (они родились с разницей в один год, и умерли в одном году).
В кино Крават с 1949 года, на телевидении с 1952 года, снимался до 1977 года. Имел ярко выраженный бруклинский акцент. Рост актёра — 163 см, но несмотря на это он был «силён как бык», согласно мнениям современников.
Ник Крават скончался 29 января 1994 года в Лос-Анджелесе от рака лёгкого. Похоронен на кладбище «Валхалла-Мемориал-Парк».

### Личная жизнь
Ник Крават был женат дважды. Его первую жену звали Арлин, она умерла в 1950-х годах, детей от этого брака не было. От второй жены у Кравата двое дочерей: Марселина «Марси» Крават-Оверуэй и Кристина «Тина» Крават. Марси с 2008 года начала кинематографическую карьеру: она выступает как фотограф, режиссёр, редактор, оператор, сценарист и продюсер.

## Избранная фильмография
Актёр на широком экране
- 1949 — Мой друг Ирма[англ.] / My Friend Irma — Муши (в титрах не указан)
- 1950 — Дело Тельмы Джордон / The File on Thelma Jordon — репортёр (в титрах не указан)
- 1950 — Пламя и стрела[англ.] / The Flame and the Arrow — Пикколо[5]
- 1951 — Десять высоких мужчин[англ.] / Ten Tall Men — Раздражённый Риф (в титрах не указан)
- 1952 — Красный корсар[англ.] / The Crimson Pirate — Оджо
- 1953 — Чадры Багдада[англ.] / The Veils of Bagdad — Ахмет
- 1954 — Ричард Львиное Сердце[англ.] / King Richard and the Crusaders — Нектобан
- 1954 — Цирк с тремя аренами[англ.] / 3 Ring Circus — Тимми
- 1955 — Большой нож / The Big Knife — Ник (в титрах не указан)
- 1957 — История человечества[англ.] / The Story of Mankind — ученик Дьявола
- 1958 — Идти тихо, идти глубоко / Run Silent, Run Deep — Руссо
- 1965 — Кэт Баллу / Cat Ballou — массовка (в титрах не указан)
- 1967 — Путь на Запад[англ.] / The Way West — Калвелли
- 1968 — Охотники за скальпами[англ.] / The Scalphunters — Янси
- 1970 — Аэропорт / Airport — Ник Валли, пассажир самолёта (в титрах не указан)
- 1971 — Вальдес идёт[англ.] / Valdez Is Coming — член банды (в титрах не указан)
- 1972 — Рейд Ульзаны[англ.] / Ulzana's Raid — член отряда
- 1974 — Человек полуночи[англ.] / The Midnight Man — садовник
- 1977 — Остров доктора Моро / The Island of Dr. Moreau — M’Линг

Актёр телевидения
- 1955 — Диснейленд[англ.] / Disneyland — Бастедлак (в 1 эпизоде)
- 1956 — Граф Монте-Кристо[англ.] / The Count of Monte Cristo — Якопо (в 39 эпизодах)
- 1959 — Джонни Стаккато[англ.] / Johnny Staccato — Лотси (в 1 эпизоде)
- 1963 — Сумеречная зона / The Twilight Zone — гремлин на крыле самолёта (в эпизоде «Кошмар на высоте 20 тысяч футов»)
- 1967 — Дикий, дикий Вест[англ.] / The Wild Wild West — цыган (в 1 эпизоде, в титрах не указан)
- 1968 — Летающая монахиня / The Flying Nun — Гил (в 1 эпизоде)

Каскадёр (во всех случаях в титрах не указан)
- 1949 — Счастливая любовь / Love Happy — дублёр Харпо Маркса
- 1953 — Три любовные истории[англ.] / The Story of Three Loves — дублёр Кирка Дугласа
- 1956 — Трапеция / Trapeze — дублёр Берта Ланкастера
- 1965 — Кэт Баллу / Cat Ballou
- 1967 — Путь на Запад[англ.] / The Way West
- 1970 — Аэропорт / Airport